# Raymond Ceulemans
Raymond Ceulemans (Lier, 12 luglio 1937) è un giocatore di biliardo belga, pluricampione mondiale di carambola a tre sponde.
Figura predominante in questo sport nell'arco di decenni, ha vinto 35 titoli mondiali (23 di carambola a tre sponde e 12 in altre specialità), 48 titoli europei e 61 nazionali.
Questo palmares lo identifica come il giocatore più vincente al mondo nel biliardo, non solo nella carambola a tre sponde ma anche in qualunque altra specialità biliardistica.
Risulta anche essere, in termini assoluti, lo sportivo più vincente di tutti i tempi in relazione a qualunque altro sport.
Ha vinto il suo primo titolo mondiale nel 1963 e l'ultimo nel 2001, all'età di 64 anni, battendo in finale Marco Zanetti.